# Goldberg
Goldberg (pol. Golcz) – miasto w Niemczech, w kraju związkowym Meklemburgia-Pomorze Przednie, w powiecie Ludwigslust-Parchim, siedziba Związku Gmin Goldberg-Mildenitz.
1 stycznia 2012 do miasta przyłączono gminę Diestelow, która stała się automatycznie jej dzielnicą.